# Hipparion
Hipparion (gr. "caballo pequeño") es un género extinto de mamíferos perisodáctilos de la familia Equidae cuyos restos fósiles se han hallado en Norteamérica, Europa, Asia y África. Vivió durante las edades Vallesiense, Turoliense, Rusciniense e inicios del Villafranquiense, lo que representa un largo periodo de tiempo que va desde el Mioceno Medio hasta el Pleistoceno.

## Descripción
El extraordinario éxito de este caballo prehistórico lo atestigua la extrema abundancia de restos fósiles encontrados y de su amplia difusión en casi todos los continentes. Hipparion, en efecto, era uno de los herbívoros más abundantes de su tiempo. Poseía una altura media aproximada de 1,4 metros y se asemejaba mucho a un caballo actual, pero como sus antecesores Mesohippus y Merychippus, disponía aún de tres dedos, de los cuales el dedo central era el más grande y desarrollado.

## Taxonomía

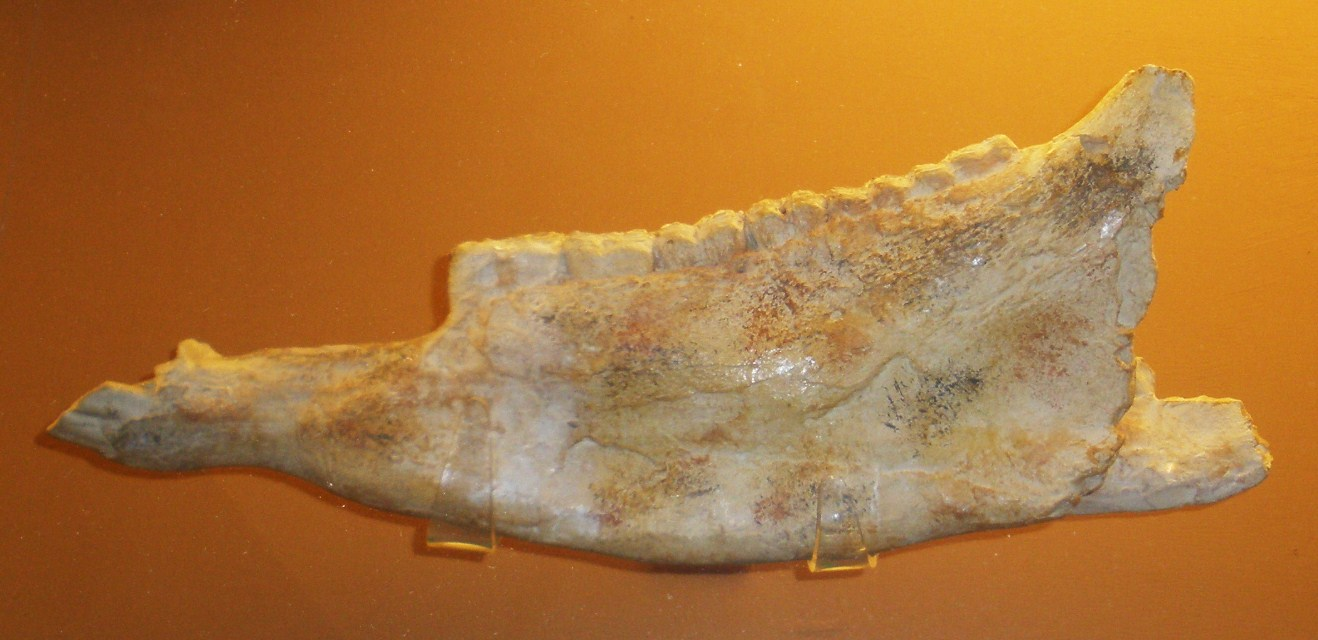
Mandíbula de Hipparion rocinantis crusafonti.

El género Hipparion fue propuesto por de Christol en 1832 basándose en material del sur de Francia, pero sin indicar ni holotipo ni especie tipo. Osborn asignó en 1918 la especie europea H. prostylum como especie tipo y Sondaar estableció en 1974 el holotipo para esta especie. Fue asignado a la familia Equidae por de Christol (1832), Thurmond y Jones (1981) y Carroll (1988); y a la tribu Hipparionini por MacFadden (1998).

### Masa corporal
Legendre y Roth examinaron tres especímenes para estimar la posible masa corporal de Hipparion, obteniendo 118,9, 69,4 y 62,2 kilogramos respectivamente.

## Distribución y especies
- H. concudense fue nombrado por Pirlot (1956). Se distribuía por: el sitio Casa del Acero, Murcia, y el sitio Masia de La Roma, Aragón, ambos en España. Vivió hace entre ~11.6—5.3 millones de años.
- H. crassum fue nombrado por Gervais (1859). Se ha encontrado en Odessa y Dorkovo, Ucrania. Vivió hace ~4.9 millones de años — 11,000 años.
- H. dietrichi fue nombrado por Wehrli (1941). Se han encontrado sus restos en Macedonia, Grecia y Nikiti, Grecia. Vivió hace unos ~9 —5.3 millones de años.
- H. fissurae fue nombrado por Crusafont y Sondaar (1971). Se ha hallado en Soria, España. Vivió hace ~5.3 —3.4 millones de años.
- H. forcei fue nombrado por Richey (1948). Sus fósiles se encuentran en los condados de Contra Costa, Santa Cruz, Los Ángeles en California, Estados Unidos. Vivió hace unos ~23—5.3 millones de años.
- H. gromovae fue nombrado por Villalta y Crusafont (1957). Vivió en Murcia, España hace ~9—5.3 millones de años.
- H. laromae fue nombrado por Pesquero et al. (2006). Se encontró en Teruel, España. Vivió hace ~9.7—8.7 millones de años.
- H. longipes fue nombrado por Gromova (1952). Se encontró en Ankara, Turquía. Vivió hace ~5.3—3.4 Mya.
- H. lufengense fue nombrado por Sun (2013).[7] Se encontró en Yunnan, China. Vivió en el Mioceno final.
- H. macedonicum fue nombrado por Koufos (1984). Sus fósiles se han encontrado en Grecia y vivió hace  ~8.7—7.8 millones de años.
- H. matthewi fue nombrado por Abel (1926). Procede de Ankara en Turquía, viviendo hace ~11.6—5.3 millones de años.
- H. mediterraneum fue nombrado por Roth y Wagner (1855). Vivió en Irak, Turquía y Grecia, hace ~9—5.3 millones de años.
- H. molayanense fue nombrado por Zouhri (1992). Vivió en Afganistán hace ~9—5.3 millones de años.
- H. periafricanum fue nombrado por de Christol (1832). Se encontró en Aragón, España. Vivió hace unos ~9—5.3 millones de años.
- H. phlegrae fue nombrado por Lazaridis & Tsoukala (2014). Vivió en Grecia en el turoliano (-9.0—5.3 millones de años).[8]
- H. rocinantis fue nombrado por Hernández Pacheco (1921). Habitó en España hace  ~5.3—1.8 millones de años.
- H. sellardsi fue nombrado por Matthew and Stirton (1930).
- H. shirleyae fue nombrado por MacFadden (1984).
- H. tehonense fue nombrado por Stirton (1940). Vivió en América del Norte, expandiéndose desde Florida a California, hace entre ~23.3—5.3 millones de años.

## Galería

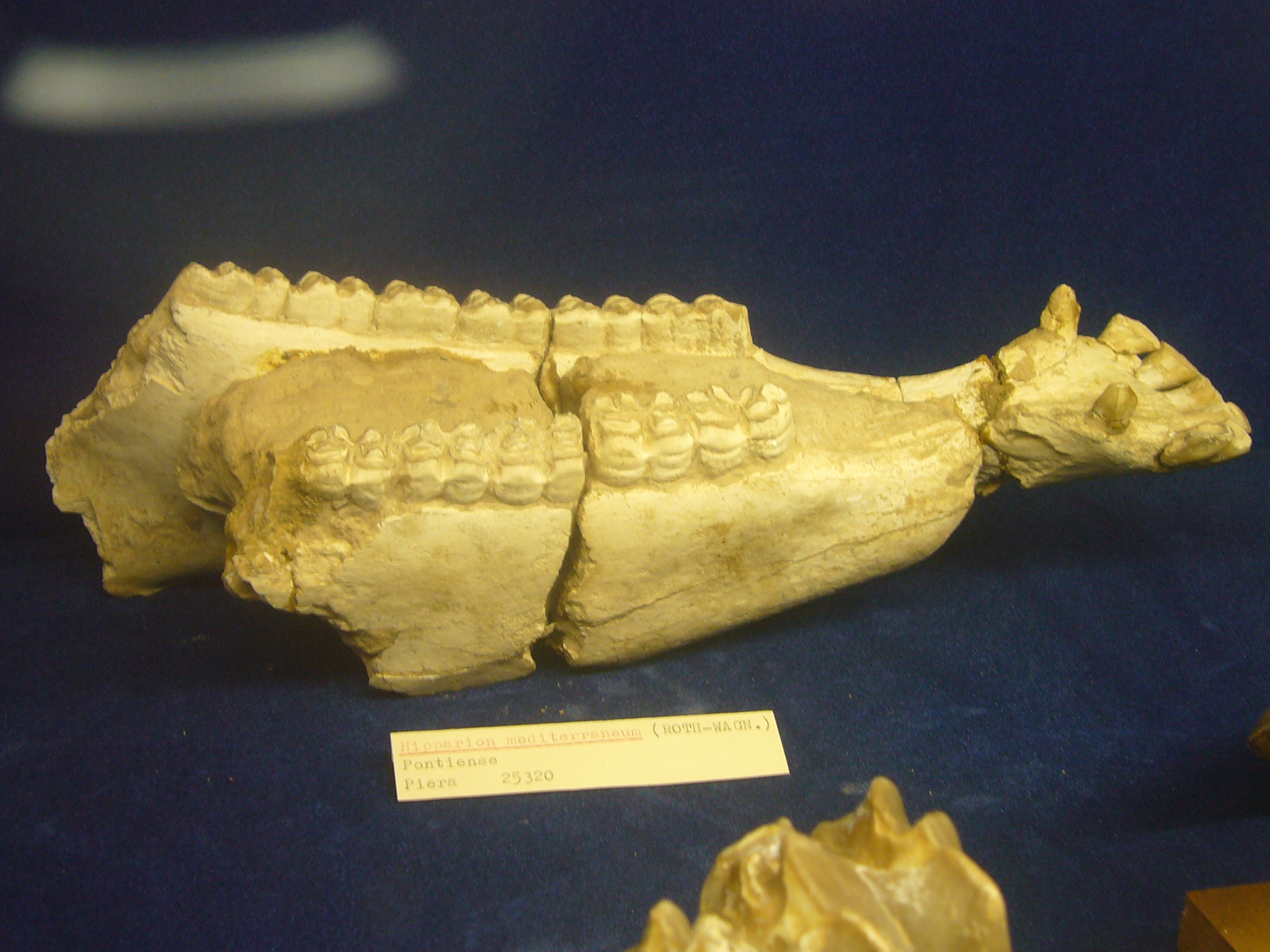
Mandíbula de Hipparion mediterraneum
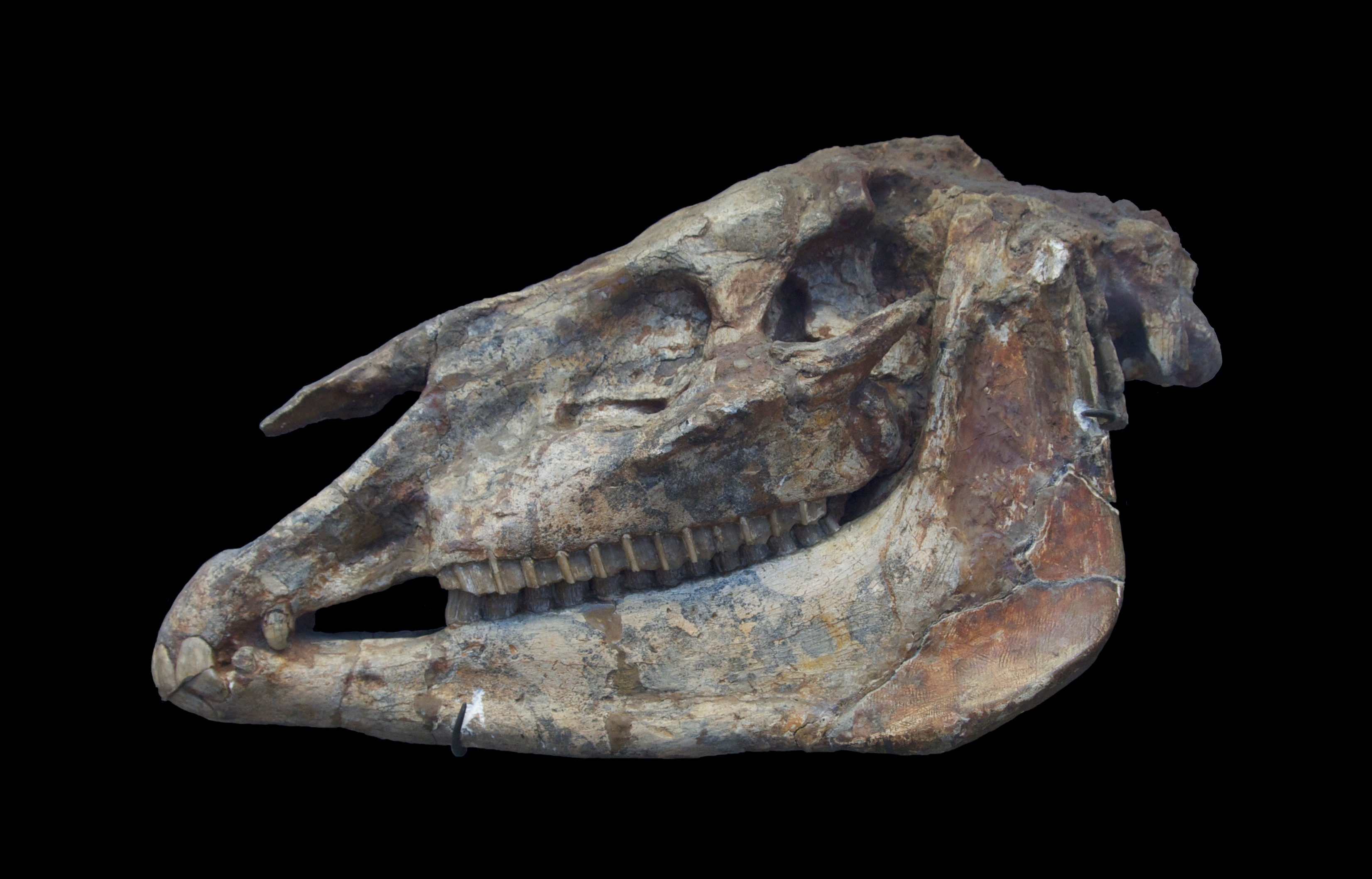
Cráneo de Hipparion gracile.
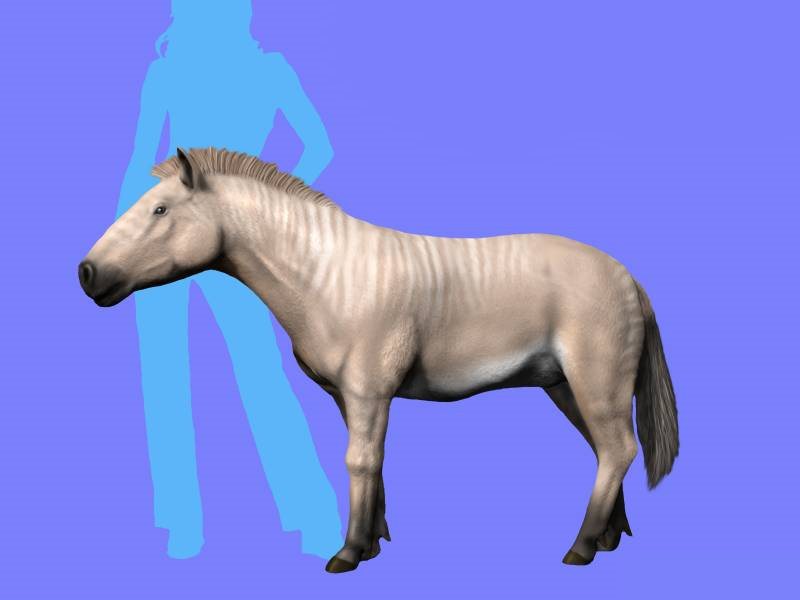
Reconstrucción en vida de H. forcei
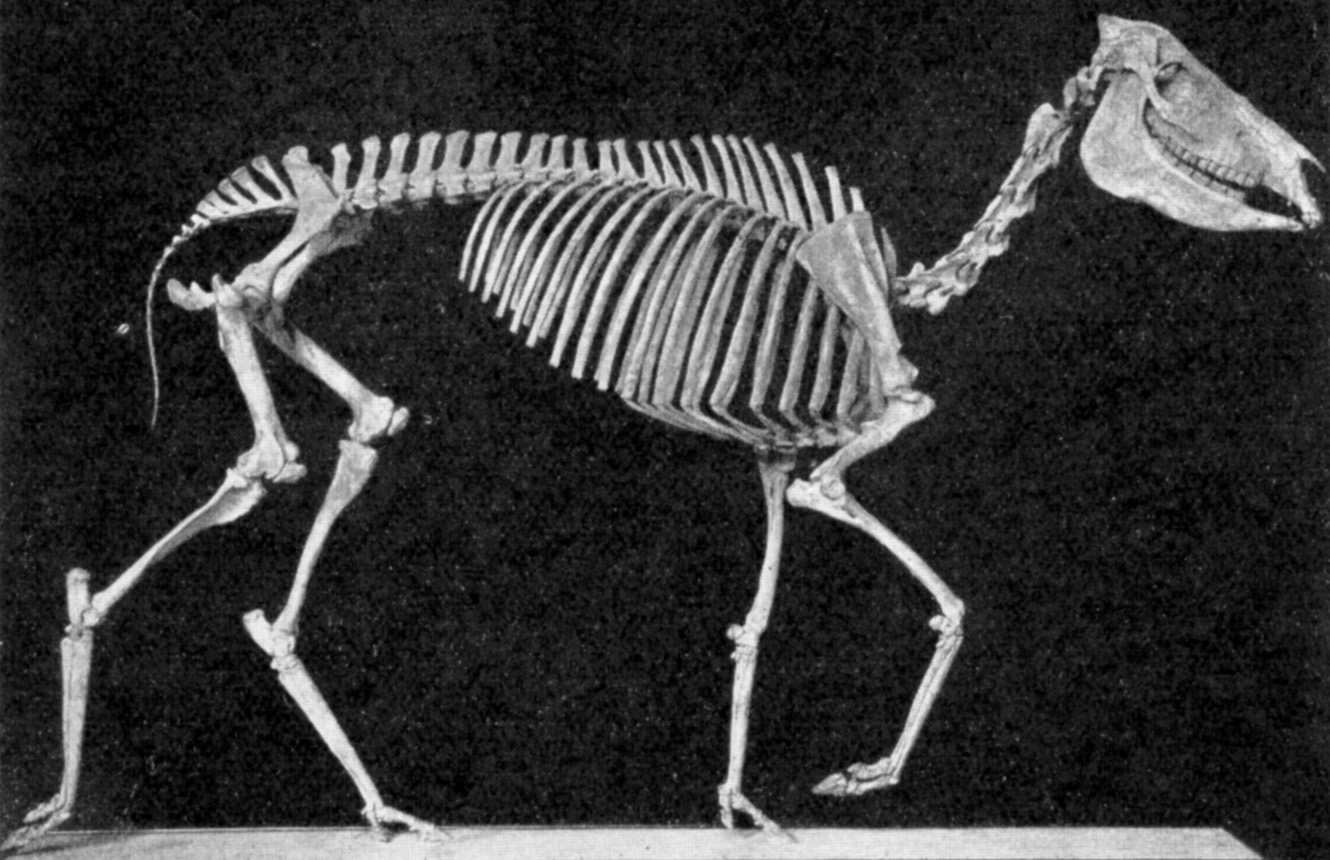
Esqueleto de Hipparion